# バグジー (映画)
『バグジー』（Bugsy）は、1991年のアメリカ映画。実在の人物、ベンジャミン・シーゲル（Benjamin Siegel）をモデルとしている。
表題のバグジーとは害虫、ばい菌という意味の蔑称で、シーゲル自身はこの名を忌み嫌っていた。

## ストーリー
マフィアであるベン･シーゲルは、組織拡大のため西海岸へ行った際、ハリウッドで売れない女優のヴァージニア・ヒルと恋に落ちる。1945年、ラスベガス（当時は砂漠の中継点としてのさほど大きくない町だった）の小さな賭場を手に入れたベンは、その賭場を訪れた際にラスベガスにカジノ付き大ホテルを建設することを思いつく。フラミンゴ・ホテルと名付けられたそのホテルを建てるため、ベンはマフィア仲間から金を調達するが、ベンの壮大な計画を実現するには莫大な費用を必要とした。
　

## キャスト
※括弧内は日本語吹き替え
- ベン（バグジー）・シーゲル - ウォーレン・ベイティ（小川真司）
- ヴァージニア・ヒル - アネット・ベニング（吉田理保子）
- ミッキー・コーエン - ハーヴェイ・カイテル（小林勝彦）
- マイヤー・ランスキー - ベン・キングズレー（大木民夫）
- ハリー・グリーンバーグ - エリオット・グールド（島香裕）
- ジョージ・ラフト - ジョー・マンテーニャ（西村知道）
- ジャック・ドラグナ - リチャード・C・サラフィアン
- フラッソ伯爵夫人 - ビビ・ニューワース（火野カチコ）
- フラッソ伯爵 - ジャン・カルロ・スカンドゥッツィ
- エスタ・シーゲル - ウェンディ・フィリップス（英語版）
- ミリセント・シーゲル - ステファニー・メイソン
- バーバラ・シーゲル - キンバリー・マックロー（英語版）
- デル・ウェッブ - アンディ・ロマーノ
- アレハンドロ - ロバート・ベルトラン
- チャーリー・ルチアーノ - ビル・グレアム（英語版）

## 受賞
- 第64回アカデミー賞（1992年）：美術（監督）賞（デニス・ガスナー）、美術（装置）賞（ナンシー・ハイ）、衣裳デザイン賞（アルバート・ウォルスキー）
- 第49回ゴールデングローブ賞（1991年）：作品賞（ドラマ）
- 第17回ロサンゼルス映画批評家協会賞（1991年）：作品賞、監督賞（バリー・レヴィンソン）、脚本賞（ジェームズ・トバック）